# Košarkarski klub Rogaška
Il Košarkarski klub Rogaška è la principale società di pallacanestro di Rogaška Slatina, in Slovenia.
Il club venne fondato negli anni 60 del secolo scorso, ma nel 1997 dovette sospendere le attività a causa di problemi finanziari. Il 20 febbraio 1998 il club venne ricostituito. Gioca nel campionato sloveno.